# سیارک ۱۲۷۴۶
سیارک ۱۲۷۴۶ (به انگلیسی: 12746 Yumeginga، نامگذاری:1992WC1) دوازده هزار و هفتصد و چهل و ششمین سیارک کشف شده‌است که در ۱۶ نوامبر ۱۹۹۲ کشف شد.
قدر مطلق سیارک برابر ۲۱.۴ است.